# Baby Darling Doll Face Honey
Singles
Baby Darling Doll Face Honey est le premier album studio du groupe anglais Band of Skulls, sorti en 2009 chez Shangri-La.

## Pistes
| No  | Titre                        | Durée |
| --- | ---------------------------- | ----- |
| 1.  | Light of the Morning         | 2:44  |
| 2.  | Death by Diamonds and Pearls | 3:12  |
| 3.  | I Know What I Am             | 3:18  |
| 4.  | Fires                        | 4:06  |
| 5.  | Honest                       | 3:39  |
| 6.  | Patterns                     | 3:38  |
| 7.  | Bomb                         | 2:53  |
| 8.  | Impossible                   | 4:50  |
| 9.  | Blood                        | 4:14  |
| 10. | Dull Gold Heart              | 5:11  |
| 11. | Cold Fame                    | 6:11  |

7. Hollywood Bowl